# Riviera (Berlin)
Die Riviera Grünau ist ein historisches Bauensemble für große Tanz- und Freizeitvergnügen im Berliner Ortsteil Grünau in der Regattastraße 161 mit einem ehemals imposanten Ballsaal direkt an der Straße. Es entwickelte sich aus einem einfachen Ausschank um 1888. Südlich neben dem Haus Riviera steht das Gesellschaftshaus Grünau, das auf Veranlassung des Berliner Börsenmaklers Schmidt 1874/1875 errichtet worden war.
Kernstück der Riviera war das Restaurant Bellevue. Um die Wende zum 20. Jahrhundert wurde Johannes Bittner Eigentümer der Immobilie und blieb es bis zum Ende des Zweiten Weltkriegs. Das Gesellschaftshaus und die Riviera stehen seit 1977 in der Landesdenkmalliste, seit 1991 sind sie jedoch geschlossen und verfielen langsam. Eine Teilsanierung der Bauten fand 2018–2021 statt. Ergänzt um Neubauten entstand eine Seniorenresidenz mit dem Namen VILVIF.

## Geschichte

### Vergnügungseinrichtungen entlang der Gewässer der Berliner Umgebung
Zusammen mit der schnell wachsenden Bevölkerung von Berlin nach der Gründung des Deutschen Reichs entwickelten sich die Bedürfnisse für eine abwechslungsreiche Gestaltung der Freizeit. Im Umland der deutschen Hauptstadt entstanden neue Wohnviertel, Einrichtungen für den Wassersport, im Jahr 1880 eine Regattastrecke und „Vergnügungsetablissements“. Im Rahmen dieser Entwicklung gründeten sich an der Dahme – die zur damaligen Zeit auch Wendische Spree genannt wurde – Klubs für Ruderer, Paddler, Segelbootfahrer und ließen zugehörig epochale Bootshäuser errichten. Für das Wohlbefinden der Besucher und Sportler eröffneten zum Ende des 19. Jahrhunderts viele Ausflugs- und Tanzlokale, darunter Steins Restaurant (später: Steins Casino), das Etablissement Paradiesgarten, das Café Liebig, das Gesellschaftshaus Grünau, die Riviera und noch viele andere. (Die lange Regattastraße entstand erst im Jahr 1935 durch Zusammenführung dreier Straßen).
Unmittelbar am Ufer gab es Anlegestege für Ruder- und Segelboote, mit denen die Besucher von der Wasserseite aus kommen konnten. Große Sonnenterrassen und Biergärten luden zum Verweilen.
Die Riviera begann 1888 bescheiden mit einem Bierausschank von Ernst Krüger im Uferbereich der Dahme. Zwei Jahre später ließ Krüger zur Straßenseite hin einen freistehenden Tanzsaal mit den Außenmaßen 14,60 m × 19,60 m errichten. Dieses Gebäude verfügte nach allen vier Seiten über acht Meter hohe Rundbogenfenster und bot eine schöne Aussicht auf das Wasser. Deshalb erhielt die Einrichtung offiziell den Namen Restaurant Bellevue. Der Tanzsaal ist in der Infobox (am linken Bildrand) zu sehen. Bald verkaufte Krüger dieses Gebäude an C. Klebig, wie der nebenstehenden kolorierten Ansichtskarte entnommen werden kann.

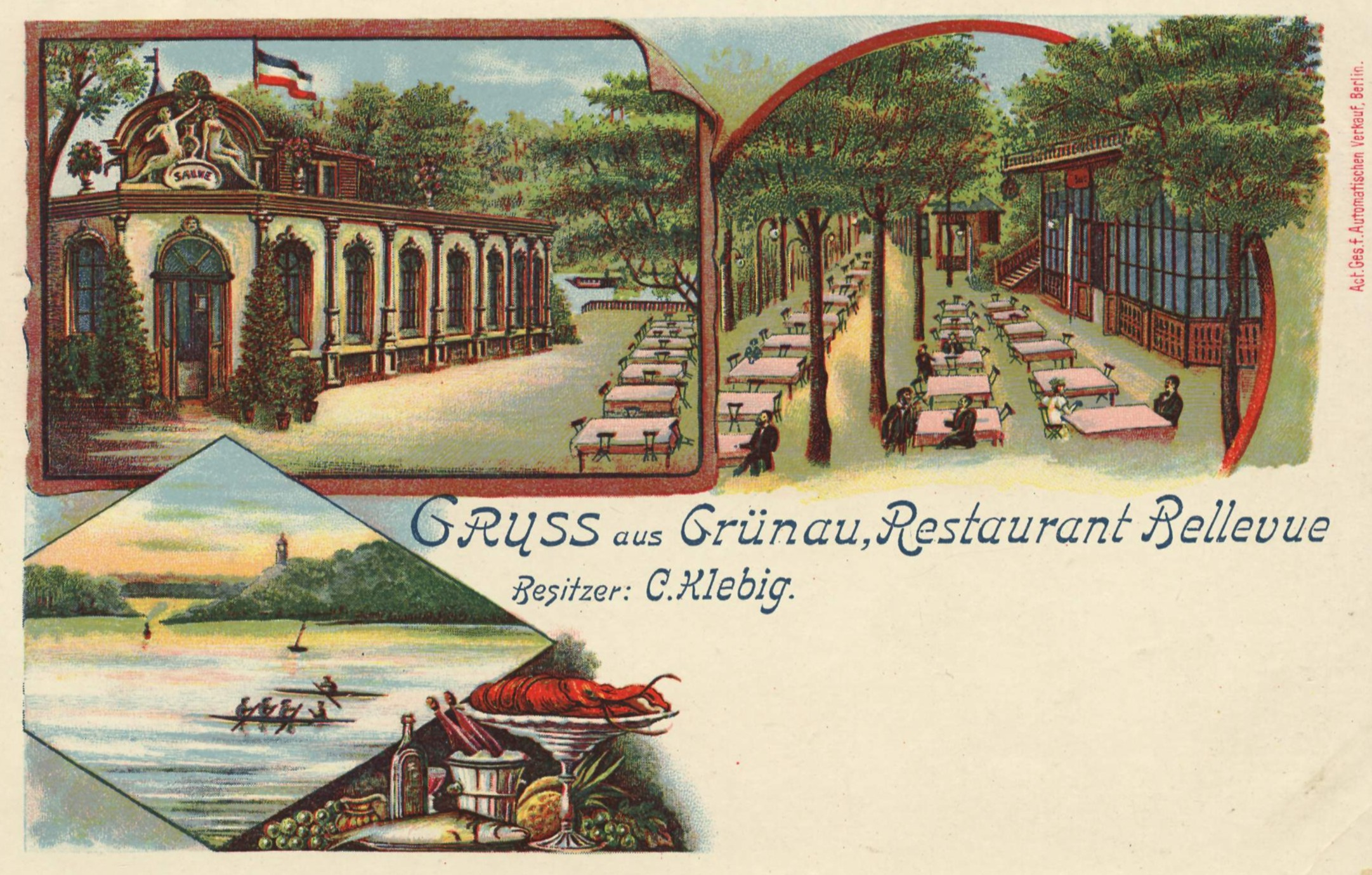
Ansichtskarte von 1895: Restaurant Bellevue

Das Aussehen des Restaurants Bellevue um 1895 zeigt die hier abgebildete Grußkarte. Im Besitz von Klebig blieb das Bellevue nicht lange, neuer Eigentümer wurde Johannes Bittner.

### Totalumbau und Umbenennung
Ab etwa 1920 bis um 1930 entstanden nach Entwürfen von Otto Gerth schrittweise Erweiterungsbauten und völlig neue Gartenbereiche auf der straßenabgewandten Seite.
Das Gebäude des Tanzsaals mit seinem neoklassizistischen Aussehen wurde mit einigen früheren Einzelgebäuden auf der Gartenseite verbunden, die wiederum aufgestockt wurden.
Bittner kaufte zur großzügigen Erweiterung des Gartenbereichs Anschlussgrundstücke hinzu wie den benachbarten Spreehof.
Nach der Umgestaltung bestimmten Blumenrabatten, Palmen in Kübeln, überdachte Restaurantplätze, Wasserspiele und eine offene glasüberwölbte Konzerthalle das Ambiente. Eine gesonderte Tanzfläche im Freien und kunstvoll gestaltete Leuchten lockerten die Einrichtung auf, die nun auf Wunsch des Besitzers offiziell als Die Riviera beziehungsweise Hotel-Restaurant Riviera firmierte.
Historische Ansichtskarten zeigen neben dem Gebäudekomplex auch die Freiluftterrassen der Riviera unter Palmen.
Im Souterrain und in den Erdgeschossetagen der Gebäudekombination mit dem Tanzsaal hatten die Gastwirtsfamilie und die Familie des Kochs (H. Gottschlich) ihre Wohnungen, darüber befand sich ein Sommersaal mit breiter Fensterfront zur Dahme. Dieser Raum war oval und in Nischen unterteilt, hatte die Abmessungen 7 m × 12 m und erfreute die Besucher mit einer Ausstattung im Stil des Art déco. Außerdem gab es ein gesondertes Weinzimmer. Im Tanzsaal dirigierte auch Paul Lincke sein Orchester.
Den früheren Spreehof betrieb Bittner als Hotel.
Um 1929 erhielten die Parzellen der hier dargestellten Gastwirtschaften in der Friedrichstraße (seit 1935: Teil der Regattastraße) neue Hausnummern, Nummer 36/37 (Gesellschaftshaus) und 38/39 (Riviera).
Im Jahr 1943 befand sich die Anlage die Riviera noch immer im Eigentum (= E) des Gastwirts Johannes Bittner, der weiterhin dort wohnte.
Unmittelbar gegenüber auf der anderen Seite der Regattastraße (Nummer 168) hatten sich die Deutsche Arbeitsfront, Ortsgruppe Grünau, sowie ein Amt für Volkswohlfahrt und die NSDAP, Ortsgruppe Grünau, in einem ehemaligen Kolonistengehöft eingerichtet.
Aus einer Veröffentlichung des Jahres 2013 geht hervor, dass in der NS-Zeit die Organisation Kraft durch Freude Träger der Ausflugslokale Gesellschaftshaus und Riviera gewesen sein soll. Das Bauwerksensemble überdauerte die beiden Weltkriege relativ unbeschadet.

### Nach 1945 Treuhandverwaltung mit Betreiberwechsel
Nach dem Zweiten Weltkrieg übertrug die Sowjetische Stadtkommandantur mit dem Befehl 124 die Verwaltung aller Sport- und Gastronomieeinrichtungen von Grünau dem Bezirksamt Köpenick. Die Namen von Riviera und Gesellschaftshaus blieben erhalten, auch in der DDR-Zeit, ihre Bewirtschaftung erfolgte durch die HO.
Nach den langen Jahren der Nutzung war eine gründliche Renovierung erforderlich, die ab 1957 erfolgte. Dabei schlugen die Bauarbeiter den vorherigen grün-gelben Putz der Riviera ab, teilweise auch die Klinker des Gesellschaftshauses. Beide Gebäude erhielten einheitlichen grauen Rauputz.
Die vorher auf dem Dach der Riviera vorhandenen Balustraden wurden abgebaut, die Bogennischen im Inneren verloren ihre gemalten italienischen Landschaften. Die Riviera wurde zur HO Gaststätte Riviera und ergänzte auf diese Weise das benachbarte Gesellschaftshaus, als Tanzbälle nicht mehr zeitgemäß waren.
In den 1980er Jahren musste der Tanzsaal der Riviera wegen gravierender Baumängel gesperrt werden, die verbliebenen Räume wurden als Diskothek und als Nachtbar genutzt.

### Nach 1990 Schließung und Verfall
Nach der politischen Wende und der Auflösung der HO gingen die Immobilien in den Besitz des Bundes und damit an die Treuhandanstalt bzw. deren Nachfolgeeinrichtung, den Liegenschaftsfonds. Die Bewirtschaftung wurde aufgegeben, die Häuser geschlossen. Für den Erhalt der seit 1991 leer stehenden Gebäude war der Bezirk (seit 2001: Treptow-Köpenick) verantwortlich.
Im Jahr 2006 fand sich nach einer Ausschreibung eine türkische Unternehmerin aus Ankara, die das Bauensemble aus Gesellschaftshaus und Riviera mit den Grundstücken bis auf einen sechs Meter breiten Uferstreifen kaufte. Der Kaufpreis betrug rund 650.000 Euro. Die neue Eigentümerin hatte beabsichtigt, auf dem Gelände ein Kongresshotel als siebengeschossigen Turmbau und Wohnvillen für Eigentümer zu errichten. Konkrete Bauanträge wurden dem Bauamt nie vorgelegt (Stand: Ende 2015), eine zuvor beantragte Abrissgenehmigung hatte das Amt wegen des Denkmalschutzes abgelehnt. Mehrfach, zuletzt Ende des Jahres 2013, hatte das Bezirksamt die Besitzerin aufgefordert, „Maßnahmen zum Schutz der Gebäude vor weiterem Verfall“ einzuleiten. Weil bis Januar 2014 nichts passiert war, wollte der Bezirk Handwerkeraufträge zur Reparatur der kaputten Dächer beider Häuser und für den sicheren Verschluss der Türen und Fenster ausschreiben (eine Ersatzvornahme veranlassen). Die entstandenen Kosten von rund 40.000 Euro wären der Besitzerin in Rechnung gestellt worden. Im Sommer des gleichen Jahres wurde bekannt, dass die Eigentümerin nach Gerichtsurteilen und mehrstündigen Gesprächen mit dem Bezirksamt doch selbst notdürftige Maßnahmen veranlasst hat, um weiteren Verfall und Vandalismus aufzuhalten: Die demolierten Fenster und Türen wurden mit Spanplatten verschlossen (vorgesehen war die Anbringung von Lochplatten, um die Luftzirkulation zu ermöglichen, die einer Schimmelbildung vorbeugt). Die vereinbarten Fristen für Dachdeckerarbeiten, für eine Sanierung der Regenrinnen und für die sorgfältige Abnahme vorhandenen Stuckzierrats wurden aber nicht eingehalten. Die Bezirksverantwortlichen haben, wie schon zuvor angekündigt, die Sicherungsarbeiten an Baufirmen vergeben und die Rechnungen dann weitergereicht.
Aus zahlreichen im Internet kursierenden Amateurvideos aus dem Jahr 2014 ging hervor, dass sowohl das Parkett als auch die Kronleuchter entfernt worden waren. Einen Großteil der Innenwände verzierten die illegalen Besucher mit Graffiti. Baufachleute schätzten, dass die denkmalgerechte Sanierung der Gebäude etwa 15 Millionen Euro kosten wird. was „für uns nicht zumutbar ist“, wie der in Potsdam lebende Bruder der Besitzerin mitteilte. Aus den Tatsachen schlussfolgerten Bauexperten und Wirtschaftsfachleute, dass die Tatenlosigkeit beabsichtigt ist, um das Zusammenbrechen des Ensembles abzuwarten. Damit hätte sich der Denkmalschutz erledigt.
Der nächste Akt um das Riviera ereignete sich im November 2015: Das Berliner Verwaltungsgericht verhandelte die Klage der Eigentümerin gegen den Bezirk, weil dieser kurzfristig im Inneren des Gebäudes ein Spezialgerüst aufstellen lassen hatte und nun die vorgestreckten Kosten in Höhe von 112.000 Euro zurückverlangte. Damit sollte einer „Einsturzgefahr des Daches vorgebeugt werden“. Doch das Gericht beschied, dass diese nach einem neueren Gutachten nicht bestanden habe, weil die Dachträger nicht komplett aus Holz bestehen, sondern von vier massiven Stahlträgern gehalten werden, was auch aus den historischen Bauakten hervorgeht. Der Richter appellierte nachdrücklich an beide Seiten, zu einem Kompromiss zu finden, der entsprechend einem Vorschlag der Eigentümerin darin bestehen könnte, für den vertraglich zugesagten Erhalt des Riviera-Saals und die Anlage eines öffentlichen Uferweges über beide Grundstücke im Gegenzug das Baurecht für die Immobilie Gesellschaftshaus zu erteilen.

### 2017: Versuch eines Neubeginns
Nach den vorangegangenen Problemen mit der türkischen Erwerberin wurde der Kaufvertrag in beiderseitigem Einvernehmen im Jahr 2017 aufgehoben. Ein neuer Investor, die Terragon Projekt GmbH hat dieses Grundstück und das des benachbarten Gesellschaftshauses erworben. Geplant ist auf beiden Flächen die Errichtung einer Seniorenwohnanlage mit vier neuen Gebäuden mit mindestens 190 Wohneinheiten, einer Tagespflege für Senioren und einer Senioren-Wohngemeinschaft für zehn bis zwölf ältere Menschen in fünfgeschossigen Neubauten. Außerdem soll auf dem Gelände am Dahme-Ufer ein kleines Restaurant auch für die Öffentlichkeit entstehen. Das Bezirksamt hat für das Projekt einen positiven Bauvorbescheid erteilt. Der Ballsaal der Riviera soll denkmalgerecht saniert werden, um ihn anschließend als Veranstaltungsraum nutzen zu können. Direkt am Ufer des Flusses wird es einen öffentlichen Uferweg mit Verbindung zur Regattastraße geben. Seitens zahlreicher Anwohner und Bürgervereine werden die bekanntgewordenen Baupläne kritisiert, die Bebauung sei viel zu massiv und vor allem stört ein gläserner Verbindungsbau. Die Direktorin der Berliner Senatsbauverwaltung Regula Lüscher kommentierte: „Wir finden es schrecklich.“ Im Januar 2019 trat die Bauverwaltung von Treptow-Köpenick wieder an die Öffentlichkeit, um mitzuteilen, dass nach etlichen amtlichen Prüfungen die erste Bauphase genehmigt worden ist. Zu den Kritiken der Bürger – vorgetragen vom Ortsverein Grünau – hieß es seitens des Bauamtsleiters Rainer Hölmer: „Ich habe Verständnis dafür, dass angesichts der einzigartigen Historie von Riviera und Gesellschaftshaus einige Bürger angesichts einer künftigen Nutzung als Seniorenresidenz enttäuscht reagieren“. Allerdings gebe es zu dem Projekt keine andere Alternative, ein fiktiver Interessent sei nie in Kontakt mit der Bauverwaltung getreten. Und die Ruinen stehen kurz vor dem Zusammenbruch. Auch durch den demografischen Wandel ist das Projekt für eine Seniorenwohnanlage zu begrüßen. Der erste Bauabschnitt mit kompletter Sanierung der Baudenkmale (für die der Investor, die Terragon-Gesellschaft rund 13 Millionen Euro einplant) soll Ende 2021 fertiggestellt sein und neben den ersten Seniorenwohnhäusern auch die Wiedernutzung des Riviera-Saals mit einer öffentlichen Gaststätte beinhalten.
Bei einem Brand am benachbarten Gesellschaftshaus Grünau (Nacht vom 16. Juli 2019) kam die Riviera nicht zu Schaden.

### 2020: Vollständige Entkernung und Baustart
Im Januar und Februar 2020 hat der Projektentwickler Terragon AG das gesamte Innere des Gebäudes samt Fußboden abreißen lassen. Stehengeblieben sind die Außenwände und ein Teil des Daches. Nach dem komplett modernisierten Innenausbau im Zuge der Errichtung der Seniorenresidenz wurden in der Folge die denkmalrelevanten Gebäudeteile rekonstruiert.
Dann wurden die Neubaupläne schrittweise realisiert. Im November 2020 war der Rohbau des neuen Ensembles aus nunmehr fünf Gebäuden auf dem Grundstück errichtet. Der erste Bauabschnitt sollte im Dezember 2021 unter dem Namen VILVIF eröffnet werden, dann mit 108 Wohnungen und dem neuen Riviera
-Saal.

## Architektur und Ausstattung

### Das historische Gebäude
Die Riviera, nördlich an das Gesellschaftshaus anschließend, hatte von der Straße aus neben dem Gebäude einen Eingang mit einem geschwungenen schmiedeeisernen Tor zum Gartenbereich und zum Haus (im Einleitungsbild ganz am linken Bildrand zu erkennen).
Das Saalgebäude, aus Ziegelsteinen aufgemauert und verputzt, ist eingeschossig und verfügt im straßenseitigen Bauabschnitt über ein Flachdach, dahinter schließt sich ein gering geneigtes Pultdach an.
Von den anfangs auf allen vier Seiten vorhandenen Bogenfenstern wurden 1920 die an den seitlichen Bauteilen befindlichen zugemauert. Im Inneren des Raumes wurden an den so entstandenen Rundnischen Phantasie-Bauwerke nach italienischen Vorbildern aufgemalt, ein vieretagiger Kronleuchter hing in der Mitte des Raumes. (Den Kronleuchter hat das Landesdenkmalamt in den 2010er Jahren sichergestellt.)
Der Gast gelangte in den imposanten Ballsaal, mit Palmen geschmückt, und mit neun Meter hohen Wänden. Große vierbahnige Rundbogenfenster ließen von Ost und West Tageslicht eintreten. An den Giebelseiten bildeten Rundnischen mit zwischengearbeiteten Halbsäulen das architektonische Pendant. Die Säulendarstellungen gingen in Vouten über und waren mit Stuckaturen verziert. Um die mit Parkett ausgelegte Tanzfläche herum gab es auf allen vier Seiten auf einer umlaufenden Halbempore Sitzbereiche mit freiem Blick in den Raum. Eine Sandsteinbalustrade trug unter dem Handlauf von Bildhauern ausgearbeitete Schmuckelemente. An einer Längsseite befand sich eine Nische für das Orchester. Der Ballsaal ähnelte sehr dem Ballsaal des Gesellschaftshauses.

### Die neueRivieraab 2021
Der Riviera-Saal ist nach den originalen Bauunterlagen als Einzelgebäude wieder hergerichtet und wird zu einem Restaurant, das von der Service-Firma Agaplesion betrieben wird.
Die Vorbereitungen für den Wiederaufbau standen unter Leitung des Restaurators Ulrich Schneider. Er analysierte die Farbschichten, die Stuckdekorationen und aufgefundene alte Fotos und fertigte die Bauzeichnungen für die Herrichtung an. Der historische Kronleuchter war nicht mehr vorhanden, daher wurde an der bereits farblich neu gestalteten Decke des Saals ein moderner fünfetagiger kugelförmiger Kronleuchter angebracht. Die Wände erhielten einen perlweißen Anstrich, die ausgebesserten Stuckornamente eine teilweise Vergoldung, die Nischen an den Wänden eine dezente Graufärbung und die Decke ein wolkenloses Türkis. In den alten Deckenfragmenten entdeckte der Restaurator Reste eines aufgemalten kaiserzeitlichen Engels, der jedoch nicht komplett restaurierbar war. Er wurde vorsichtig abgenommen und soll später als Wandbild dienen. Der neue Riviera-Saal soll ein öffentliches Restaurant beherbergen, aber auch für Kulturveranstaltungen oder als privater Veranstaltungsraum dienen.
Zusammen mit dem ehemaligen Gesellschaftshaus entsteht ein vielfältig nutzbares Gebäudeensemble zum Wohnen und Entspannen. Der ufernahe Bereich soll weiterhin öffentlich zugänglich bleiben.
→ Details für das umgebaute und umgenutzte Gesellschaftshaus siehe Gesellschaftshaus Grünau

## Sonstiges
- Gegenstände, die aus den Ruinen entwendet wurden, werden bereits im Internet angeboten. Auf einer Kleinanzeigenseite war von einem Verkäufer aus Röthenbach an der Pegnitz im Jahr 2013 zu lesen: „Jugendstil-Deckenlampe/Messing, aus dem Ballsaal der Riviera in Grünau“.[29]
- Unter dem Namen Riviera Grünau unterhält ein Privatmann im Ortsteil Grünau eine Website und eine kleine Marina und bietet hier Bootsliegeplätze an.[30]